# Daniel Vettori
Daniel Luca Vettori (ur. 27 stycznia 1979 w Auckland) – nowozelandzki krykiecista, all-rounder, wieloletni reprezentant kraju, także jako kapitan. Występuje w Northern Knights, Brisbane Heat i Royal Challengers Bangalore.
W meczu testowym zadebiutował w 1997 roku w wieku 18 lat i 10 dni jako najmłodszy Nowozelandczyk w historii. Łącznie wystąpił w 112 takich meczach (po raz ostatni w 2012 roku), co również jest rekordem kraju. Ma też na swoim koncie 275 gier w meczach jednodniowych (lata 1997–2013) i 33 spotkania w formacie Twenty20 (2007–2012).
W 2009 roku wybrany przez stronę internetową ESPNcricinfo do nowozelandzkiej drużyny wszech czasów.